# Шарино (Нижегородская область)
Ша́рино — деревня в городском округе Семёновский. Входит в состав Тарасихинского сельсовета.

## Описание
Расположена в 7 км от административного центра сельсовета — Посёлка станции Тарасиха и 51 км от областного центра — Нижнего Новгорода.
| 2002 | 2010 |
| ---- | ---- |
| 4    | ↘3   |

## География
Деревня расположена на правом берегу реки Шарпанки.